# Aarón (Fußballspieler, 1997)
Aarón, mit vollem Namen Aarón Martín Caricol (* 22. April 1997 in Montmeló), ist ein spanischer Fußballspieler. Der Linksverteidiger steht beim CFC Genua unter Vertrag und ist ehemaliger spanischer Nachwuchsnationalspieler.

## Karriere

### Verein
Aarón begann seine Karriere in seiner Geburtsstadt Montmeló. 2005 kam er in die Jugend von Espanyol Barcelona. Im März 2015 debütierte er für die B-Mannschaft von Espanyol in der Segunda División B. Im August 2016 stand er erstmals im Kader der ersten Mannschaft und gab schließlich im Oktober sein Debüt in der Primera División. Zum Ende der Saison 2016/17 hatte er 30 Erstligaeinsätze zu Buche stehen, in denen er ohne Tor blieb. In der Saison 2017/18 kam Aarón in 32 Spielen in der Primera División zum Einsatz und blieb auch diesmal ohne Treffer.
Im August 2018 wurde Aarón mit Kaufoption an den deutschen Bundesligisten 1. FSV Mainz 05 verliehen. Anfang November 2018 griff mit seinem zehnten Pflichtspieleinsatz (neun Bundesliga- und ein DFB-Pokal-Einsatz) die Kaufoption, wodurch er einen Vertrag mit einer Laufzeit bis zum 30. Juni 2023 erhielt.
Zum Jahreswechsel 2020/21 wurde er bis Saisonende an den spanischen Erstligisten Celta Vigo verliehen.
Im Sommer 2023 wechselte er nach Italien und schloss sich dem Erstligaaufsteiger CFC Genua an.

### Nationalmannschaft
Aarón spielte für spanische Jugendnationalauswahlmannschaften. Mit der U19-Mannschaft nahm er an der EM 2015 teil und wurde Europameister. Aarón kam dabei in allen fünf Spielen zum Einsatz.
Im September 2017 debütierte er in einem Testspiel gegen Italien für die spanische U21-Auswahl.